# デヴィッド・マギー
デヴィッド・マギー（David Magee, 1962年 - ）は、アメリカ合衆国の脚本家である。初めて脚本クレジットされた『ネバーランド』（2004年）でアカデミー脚色賞、ゴールデングローブ賞脚本賞にノミネートされた。

## フィルモグラフィ
- ネバーランド Finding Neverland (2004)
- ペティグルーさんの運命の1日 Miss Pettigrew Lives for a Day (2008)
- ライフ・オブ・パイ/トラと漂流した227日 Life of Pi (2012)
- メリー・ポピンズ リターンズ Mary Poppins Returns（2018）
- オットーという男 A Man Called Otto (2022)
- リトル・マーメイド The Little Mermaid (2023)

## 受賞・ノミネート
| 賞                               | 年     | 部門   | 作品名                                 | 結果       | 備考 |
| -------------------------------- | ------ | ------ | -------------------------------------- | ---------- | ---- |
| アカデミー賞                     | 2004年 | 脚色賞 | ネバーランド                           | ノミネート |      |
| アカデミー賞                     | 2012年 | 脚色賞 | ライフ・オブ・パイ/トラと漂流した227日 | ノミネート |      |
| 英国アカデミー賞                 | 2004年 | 脚色賞 | ネバーランド                           | ノミネート |      |
| 英国アカデミー賞                 | 2012年 | 脚色賞 | ライフ・オブ・パイ/トラと漂流した227日 | ノミネート |      |
| ゴールデングローブ賞             | 2004年 | 脚本賞 | ネバーランド                           | ノミネート |      |
| クリティクス・チョイス・アワード | 2004年 | 脚本賞 | ネバーランド                           | ノミネート |      |
| クリティクス・チョイス・アワード | 2012年 | 脚色賞 | ライフ・オブ・パイ/トラと漂流した227日 | ノミネート |      |